# Йоган Лукас фон Гільдебрандт
Йоган Лукас фон Гільдебрандт, іноді Лукас фон Хільдебрандт (нім. Johann Lucas von Hildebrandt, 14 листопада 1668, Генуя, Італія — 16 листопада 1745, Відень, Австрія) — відомий архітектор доби австрійського бароко, військовий і придворний інженер.

## Біографія
Народився в Генуї (Італія). Навчався в Римі у архітектора Карло Фонтана. Потреба в військових в бурхливу добу воєн з Туреччиною примусила Гілдебрандта спочатку працювати військовим інженером в армії Євгена Савойського. В повоєнні часи повернувся до архітектури. Пізніше він збудував для свого військового командира палац в Угорщині. З 1701 року був придворним інженером. Будував в Відні, Зальцбурзі, Лінці.
Його здібності архітектора були помічені. Гілдебрандта вважали суперником тогочасного придворного архітектора Йогана Бернгарда Фішера фон Ерлаха. Після смерті Ерлаха Гільдебрандт за наказом імператора посів його посаду. До кінця життя працював в Відні.

## Перелік творів

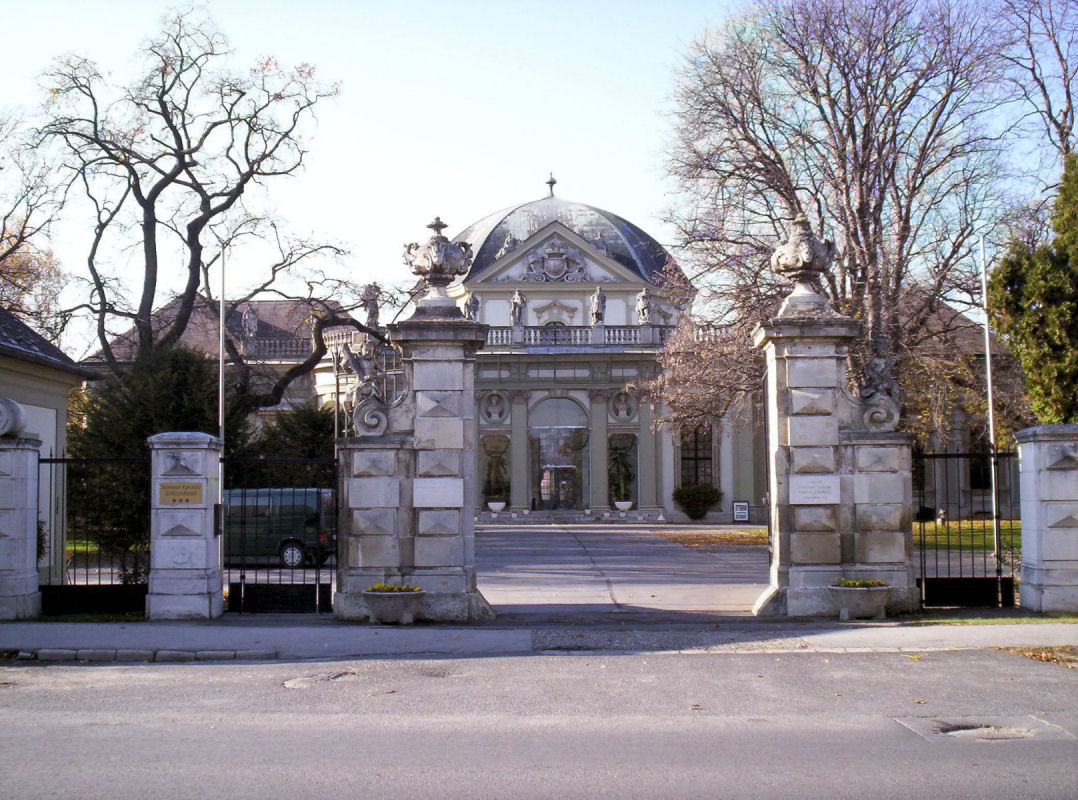
Палац в Рацкеві, Угорщина.

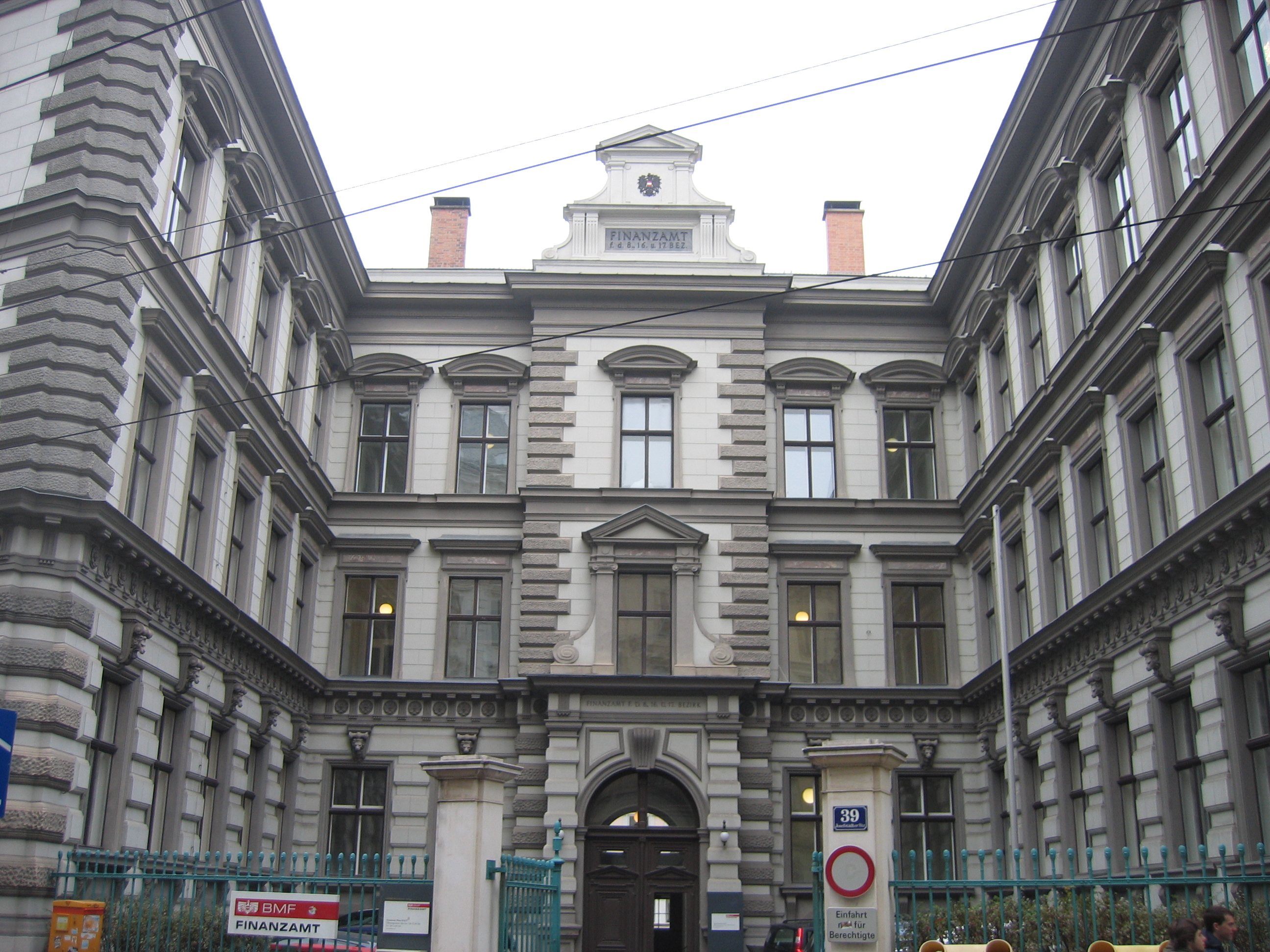
палац Строцці, Відень

- палац в Фельтороні для графа Гарраха, Угорщина;
- палац в Рацкеві для Євгена Савойського, Угорщина;
- Віденський палац Євгена Савойського;
- палац Шварценберг, Відень;
- замок Мірабель, Зальцбург;
- палац Бельведер, Відень;
- палац Кінських, Відень;
- Замок Гоф
- палац Строцці, Відень;
- палац Ауершперг, Відень;
- Лаксенбурзькі замки
- Приходська церква Поттендорф;
- палац Харрах, Відень;
- каплиця Яна Напомука, замок Шенборн;
- церква Святого Петра, Відень.

## Галерея

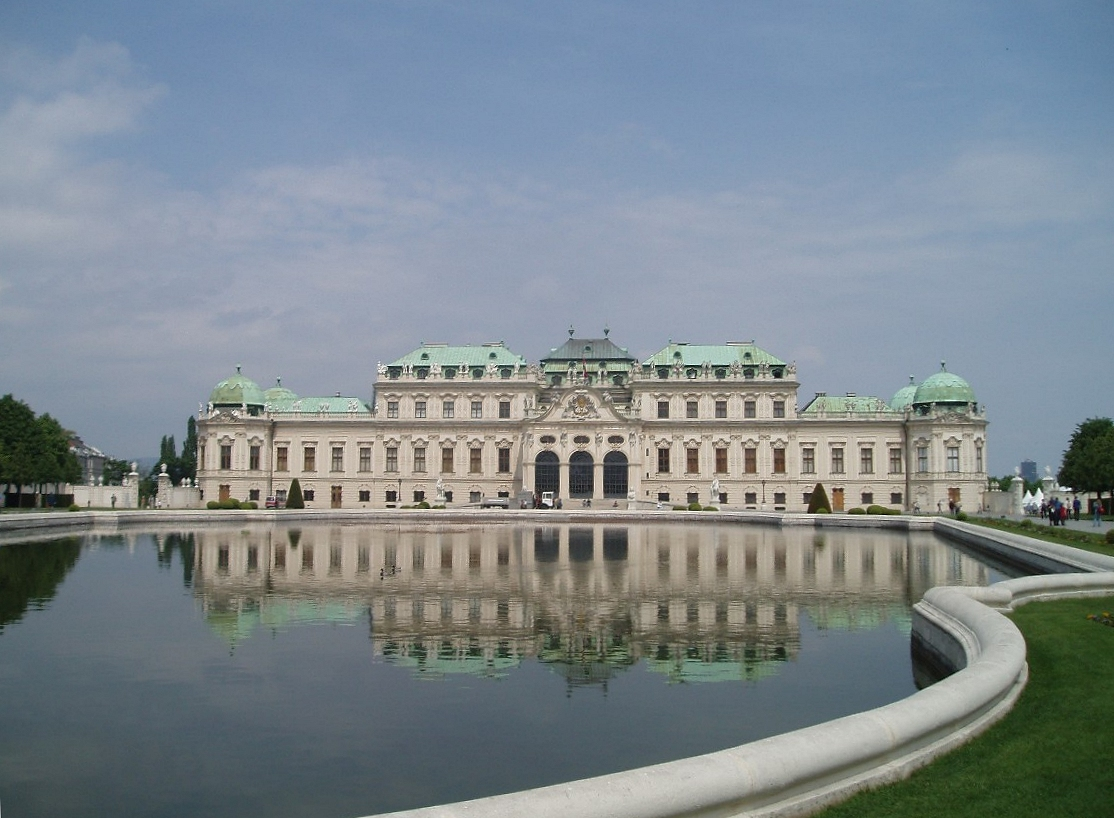
Арх. Гілдебрандт. Верхній Бельведер
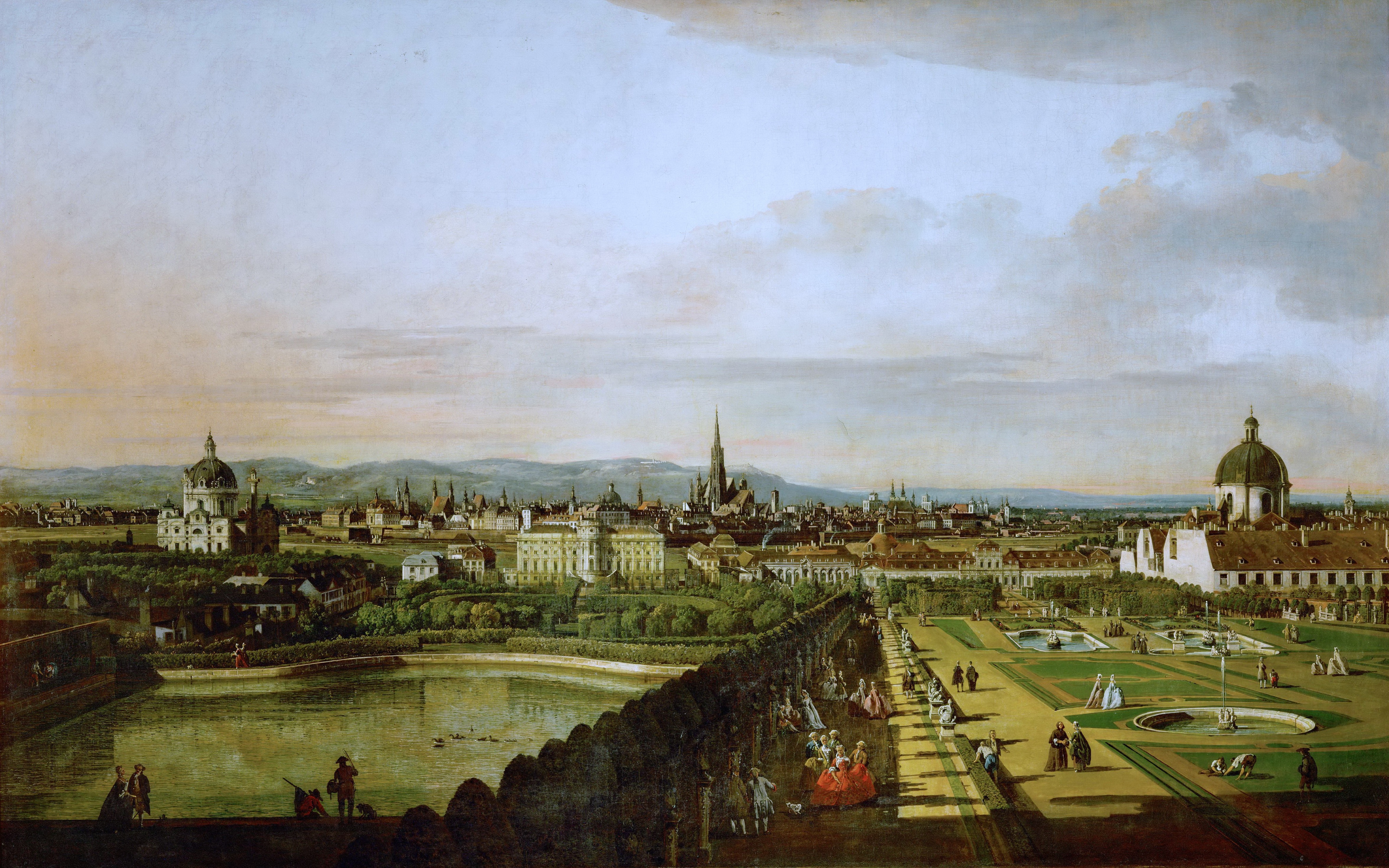
Бернардо Беллотто, «Вид Відня з Бельведера», 1759—1761; зображені палац Нижній Бельведер, садовий фасад.
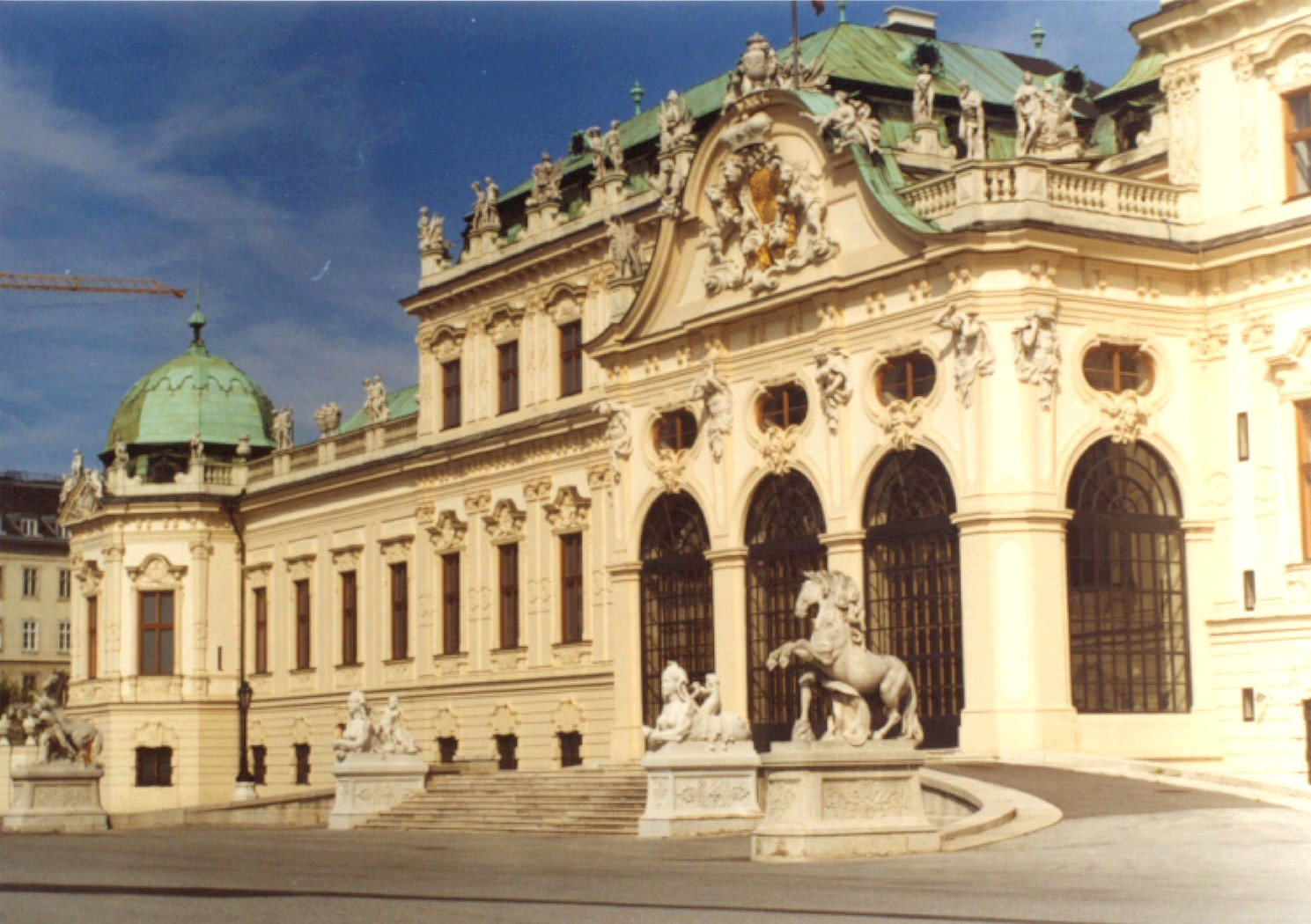
Сучасний фасад Верхнього Бельведера, Відень
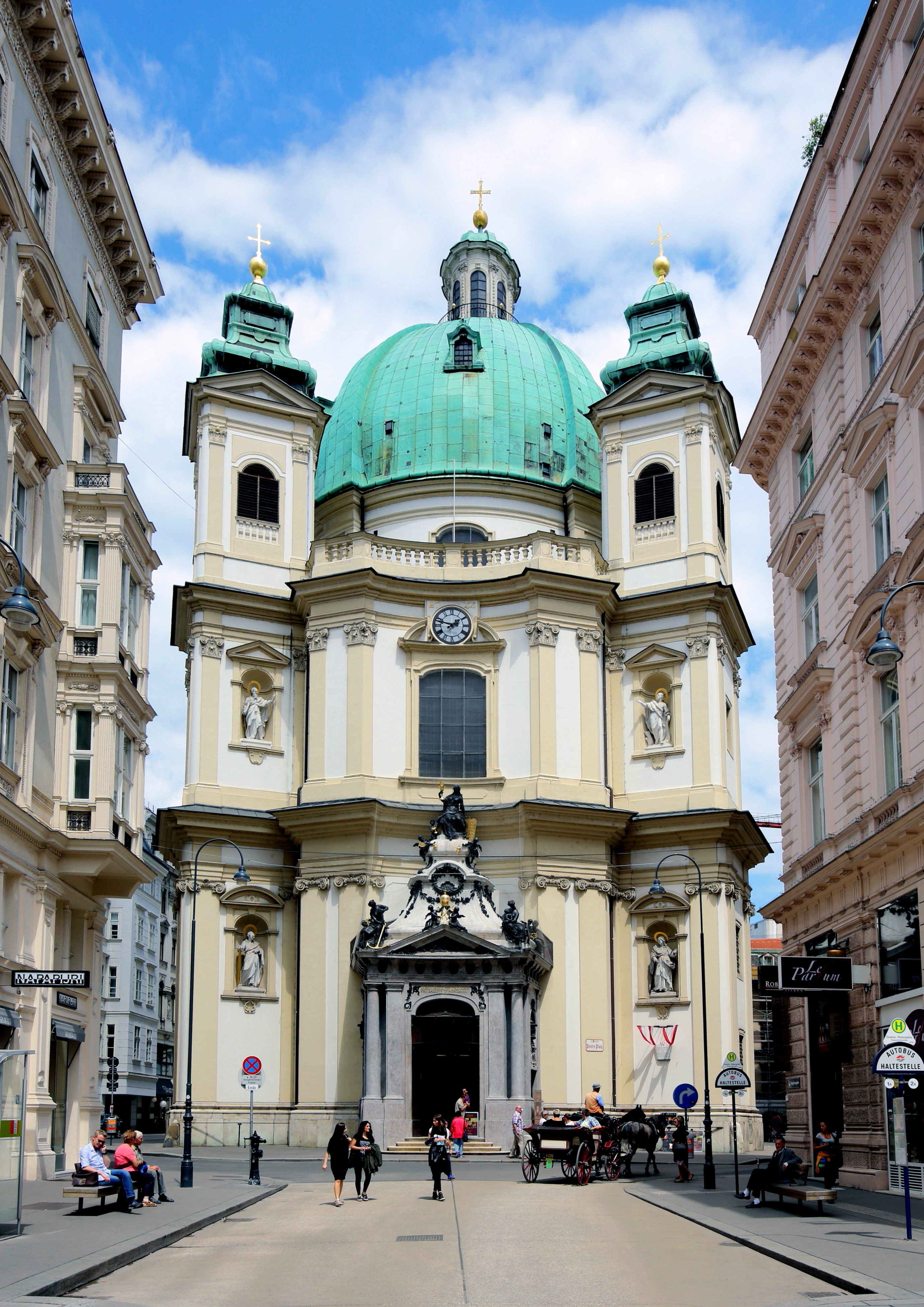
Церква Св. Петра, Відень